# Богачово (Баймацький район)
Богачо́во (рос. Богачёво, башк. Богачев) — село у складі Баймацького району Башкортостану, Росія. Входить до складу Ішмурзинської сільської ради.

## Історія
Село було засноване 1910 року українськими селянами, які купили землю у башкирів. Станом на 1920 рік тут проживало 575 осіб у 97 господарств.

## Населення
Населення — 254 особи (2010; 339 в 2002).
Національний склад:
- росіяни — 80%